# Compsa monrosi
Compsa monrosi är en skalbaggsart som först beskrevs av Prosen 1961.  Compsa monrosi ingår i släktet Compsa och familjen långhorningar.
Artens utbredningsområde är:
- Paraguay.
- Uruguay.

Inga underarter finns listade i Catalogue of Life.